# Séguédine
Séguédine ist ein Dorf ist der Landgemeinde Djado in Niger.
Alternative Schreibweisen des Ortsnamens sind Seggedine, Siguédine und Siguidine, auf tuareg-berberisch Sǝggǝdǝm, in deutschen Quellen auch Segedin oder – wissenschaftlich korrekt – SSigedim oder Siggedim.

## Geographie

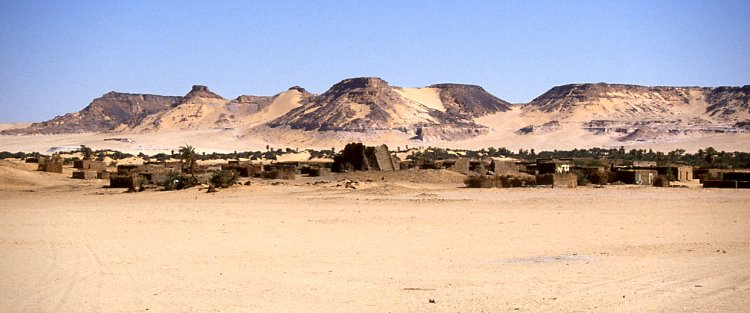
Séguédine im Norden des Kaouar-Tals

Das von einem traditionellen Ortsvorsteher (chef traditionnel) geleitete Dorf ist eine kleine Oase im Kaouar-Tal nördlich der Wüste Ténéré im Nordosten Nigers. Séguédine liegt in 417 m Höhe an den östlichen Ausläufern des Zeugenbergs Pic Zoumri (576 m), etwa 166 km nördlich der Stadt Bilma. Das Dorf ist ein Ausgangspunkt für Reisen zu der 140 km nordwestlich gelegenen, mittelalterlichen Ruinenstadt Djado. Östlich von Séguédine erstreckt sich das Ramsar-Gebiet Oasen des Kawar, ein 339.220 ha großes Feuchtgebiet von internationaler Bedeutung.

## Geschichte
Das Dorf ist ein archäologischer Fundort der altsteinzeitlichen Atérien-Kultur.
Séguédine wird im 9. Jahrhundert in den Werken arabischer Schriftsteller erwähnt. Es war ein wichtiger Ort des Karawanenhandels an der Bornustraße, der wichtigsten Nord-Süd-Route durch die Sahara. Die Bewohner des Orts waren ursprünglich Kanuri, später kamen Tubu dazu beziehungsweise verdrängten die Kanuri. Das Dorf wurde im 18. Jahrhundert infolge von Raubzügen von Tuareg und Tubu zeitweilig verlassen. Die Franzosen erlitten in den 1920er Jahren Verluste, als sie die Tubu aus Séguédine vertrieben.

## Bevölkerung
Bei der Volkszählung 2012 hatte Séguédine 381 Einwohner, die in 83 Haushalten lebten. Bei der Volkszählung 2001 betrug die Einwohnerzahl 485 in 105 Haushalten und bei der Volkszählung 1988 belief sich die Einwohnerzahl auf 188 in 58 Haushalten.

## Kultur und Sehenswürdigkeiten
Zu den Sehenswürdigkeiten gehört eine zerstörte Festung.
Séguédine ist ein Hauptschauplatz im 1954 erschienenen Roman La vallée de sel von Louis Carl und Joseph Petit, in dem eine Familiengeschichte vom 18. Jahrhundert bis in die 1950er Jahre geschildert wird. In Desmond Bagleys 1978 erschienenen Roman Atemlos spielt eine Szene in Séguédine.

## Wirtschaft und Infrastruktur
Die Salzherstellung in Séguédine wurde 1941 wieder aufgenommen, als die Bewohner des Dorfes aus Emi Tchouma zurückkehrten. Sie erfolgt in gleicher Weise wie in Bilma und Fachi in Verdunstungsbecken. Das Salz von Séguédine ist von ausgezeichneter Qualität, dennoch ist die Produktion heute gering, denn der Ort ist für die Salzkarawanen zu abgelegen. Die Karawanen suchen lieber die näher entlang der südlichen Aïr-Bilma-Strecke gelegenen Salz-Oasen Fachi oder Bilma auf. Lediglich in Niger ein- oder durchreisende libysche LKW-Fahrer nehmen gelegentlich ein paar Säcke Datteln oder Salz mit. Den Einwohnern fehlen entsprechend Verdienst- und Tauschmöglichkeiten (Hirse gegen Salz und Datteln).
Das Dorf hat eine Schule, ein Gesundheitszentrum und eine Drogerie. Die Häuser sind überwiegend aus Lehmziegeln gebaut. Das nigrische Unterrichtsministerium richtete 1996 gemeinsam mit dem Welternährungsprogramm der Vereinten Nationen zahlreiche Schulkantinen in von Ernährungsunsicherheit betroffenen Zonen ein, darunter eine für Nomadenkinder in Séguédine.
Durch die Siedlung verläuft die 1207 Kilometer lange Nationalstraße 21 zwischen Agadez und Toummou. Es handelt sich um eine einfache Piste.

## Klima
Klimadiagramm Séguédine
|                       | Jan | Feb | Mär | Apr | Mai | Jun | Jul | Aug | Sep | Okt | Nov | Dez |   |      |
| Mittl. Tagesmax. (°C) | 23  | 27  | 33  | 36  | 40  | 41  | 42  | 43  | 42  | 38  | 31  | 25  | ⌀ | 35,1 |
| Mittl. Tagesmin. (°C) | 8   | 10  | 15  | 20  | 25  | 24  | 26  | 26  | 25  | 20  | 15  | 10  | ⌀ | 18,7 |
|                       |     |     |     |     |     |     |     |     |     |     |     |     |   |      |
| Niederschlag (mm)     | 2   | 2   | 1   | 13  | 4   | 1   | 6   | 14  | 3   | 1   | 1   | 1   | Σ | 49   |

| 8 |

| 10 |

| 15 |

| 20 |

| 25 |

| 24 |

| 26 |

| 26 |

| 25 |

| 20 |

| 15 |

| 10 |

| 8 |

| 10 |

| 15 |

| 20 |

| 25 |

| 24 |

| 26 |

| 26 |

| 25 |

| 20 |

| 15 |

| 10 |

| N i e d e r s c h l a g | 2   | 2   | 1   | 13  | 4   | 1   | 6   | 14  | 3   | 1   | 1   | 1   |
|                         | Jan | Feb | Mär | Apr | Mai | Jun | Jul | Aug | Sep | Okt | Nov | Dez |